# Dingoma
Le Dingoma est un ensemble de chants et de percussions du peuple bassa exécuté lors de l'intronisation des chefs traditionnels appelé Mbombok. 